# 6000 (an ebraic)
Potrivit unor surse clasice evreiești, anul ebraic 6000 (echivalent cu anul 2239 - 2240 în Calendarul gregorian) marchează începutul inițierii Epocii Mesianice. Talmudul, Midrashul și lucrarea cabalistică Zoharul, afirmă că "termenul limită" la care ar trebui să apară Mesia este la 6000 de ani după Creație. 
Conform tradiției, calendarul ebraic a început în momentul Creației, cu 3760 de ani și trei luni înainte de începerea erei creștine. Anul curent ebraic este 5785.